# USS Franklin D. Roosevelt (CV-42)
USS Franklin D. Roosevelt (CVB/CVA/CV-42) là một tàu sân bay của Hải quân Hoa Kỳ, là chiếc thứ hai trong lớp Midway, được đưa ra hoạt động sau khi Chiến tranh Thế giới thứ hai đã kết thúc. Tên con tàu được đặt theo Franklin D. Roosevelt, Tổng thống thứ 32 của Hoa Kỳ. Thủy thủ đoàn đã đặt tên lóng cho nó là "Swanky Franky", "Foo-De-Roo" hoặc "Rosie", trong đó cái tên cuối cùng có lẽ thông dụng nhất. Roosevelt trải qua phần lớn quãng đời của nó phục vụ tại Đại Tây Dương và Địa Trung Hải trong thành phần Đệ Nhị và Đệ Lục hạm đội, nhưng cũng đã từng tham gia trong cuộc Chiến tranh Việt Nam và được tặng thưởng một Ngôi sao Chiến trận. Nó ngừng hoạt động năm 1977 và được tháo dỡ không lâu sau đó.

## Thiết kế và chế tạo
Chiếc tàu sân bay được đặt lườn vào ngày 1 tháng 12 năm 1943 tại Xưởng hải quân New York. Nó được hạ thủy dưới tên gọi Coral Sea vào ngày 29 tháng 4 năm 1945; được đỡ đầu bởi bà John Towers, phu nhân Đô đốc John Henry Towers, Phó Tổng tư lệnh Hạm đội Thái Bình Dương Hoa Kỳ. Sau khi Tổng thống Franklin D. Roosevelt từ trần vào ngày 12 tháng 4 năm 1945, đến ngày 8 tháng 5 năm 1945, Tổng thống kế nhiệm Harry S. Truman chấp thuận đề nghị của Bộ trưởng Hải quân Hoa Kỳ cho đổi tên con tàu thành Franklin D. Roosevelt để tôn vinh vị Tổng thống tiền nhiệm. Nó được cho nhập biên chế vào Ngày Hải quân 27 tháng 10 năm 1945 dưới quyền chỉ huy của hạm trưởng, Đại tá Hải quân Apollo Soucek.

## Lịch sử hoạt động

### Các hoạt động ban đầu
Trong chuyến đi chạy thử máy, Roosevelt ghé thăm Rio de Janeiro từ ngày 1 đến ngày 11 tháng 2 năm 1946 để đại diện cho Hoa Kỳ trong buổi lễ nhậm chức của Tổng thống Brasil Eurico Gaspar Dutra, người sau đó đã lên tàu cho một chuyến đi ngắn. Trong tháng 4 và tháng 5, Roosevelt tham gia các cuộc cơ động của Đệ Bát hạm đội ngoài khơi Bờ Đông Hoa Kỳ, cuộc tập trận huấn luyện lớn đầu tiên của Hải quân sau chiến tranh.
Vào ngày 21 tháng 7 năm 1946, Roosevelt trở thành tàu sân bay Hoa Kỳ đầu tiên cho hoạt động một máy bay hoàn toàn phản lực trong những điều kiện được kiểm soát. Thiếu tá Hải quân James Davidson, lái một chiếc McDonnell XFD-1 Phantom, đã thực hiện một loạt các cuộc cất cánh và hạ cánh khi Roosevelt ở ngoài khơi mũi Henry, Virginia. Việc thử nghiệm máy bay phản lực được tiếp tục trong tháng 11, khi Trung tá Thủy quân Lục chiến Marion E. Carl thực hiện hai lượt cất cánh bằng máy phóng, bốn lần cất cánh không cần trợ giúp và năm lần hạ cánh với dây hãm trên một chiếc Lockheed P-80A Shooting Star.
Các đợt cơ động hạm đội cùng các hoạt động huấn luyện tại vùng biển Caribbe được tiếp nối bằng lượt hoạt động đầu tiên của Roosevelt tại khu vực Địa Trung Hải, kéo dài từ tháng 8 đến tháng 10 năm 1946. Roosevelt nằm trong thành phần lực lượng Hải quân Mỹ viếng thăm Athens như một cuộc biểu dương lực lượng hỗ trợ cho chính phủ thân phương Tây của Hy Lạp, vốn đang vướng vào cuộc nội chiến với lực lượng kháng chiến Cộng sản. Con tàu đã tiếp đón hàng nghìn lượt khách viếng thăm khi ghé qua nhiều cảng tại Địa Trung Hải.
Roosevelt quay trở về vùng biển Hoa Kỳ và hoạt động ngoài khơi Bờ Đông cho đến tháng 7 năm 1947, khi nó đi vào Xưởng hải quân Norfolk cho một đợt đại tu. Vào lúc đó, các khẩu pháo phòng không Bofors 40 mm bốn nòng được thay thế bằng 40 khẩu pháo 76 mm (3 inch) Mark 22 trên các bệ Mark 33 hai nòng.
Từ tháng 9 năm 1948 đến tháng 1 năm 1949, Roosevelt được bố trí lượt hoạt động thứ hai cùng với hạm đội Địa Trung Hải. Vào năm 1950, Roosevelt trở thành chiếc tàu sân bay đầu tiên mang vũ khí nguyên tử ra biển khơi. Trong tháng 9 và tháng 10 năm 1952, nó tham gia Chiến dịch Mainbrace, cuộc tập trận lớn của khối NATO tại Bắc Đại Tây Dương. Roosevelt đã hoạt động cùng với các đơn vị hạm đội chủ lực khác, bao gồm các tàu sân bay Hoa Kỳ Midway (CV-41), Wasp (CV-18) và tàu sân bay Anh HMS Eagle (R05) cũng như các thiết giáp hạm Wisconsin (BB-64) và HMS Vanguard (23).
Roosevelt được xếp lại lớp như một tàu sân bay tấn công với ký hiệu lườn CVA-42 vào ngày 1 tháng 10 năm 1952. Đến ngày 7 tháng 1 năm 1954, nó vào Xưởng hải quân Puget Sound để trải qua một đợt tái cấu trúc rộng rãi. Vì có kích cỡ quá lớn không thể đi ngang qua kênh đào Panama, Roosevelt phải đi vòng qua mũi Horn để đi sang vùng bờ Tây, và đi đến xưởng tàu tại Bremerton, Washington vào ngày 5 tháng 3. Nó ngừng hoạt động tại đây vào ngày 23 tháng 4 năm 1954 để được nâng cấp.

### Tái cấu trúc

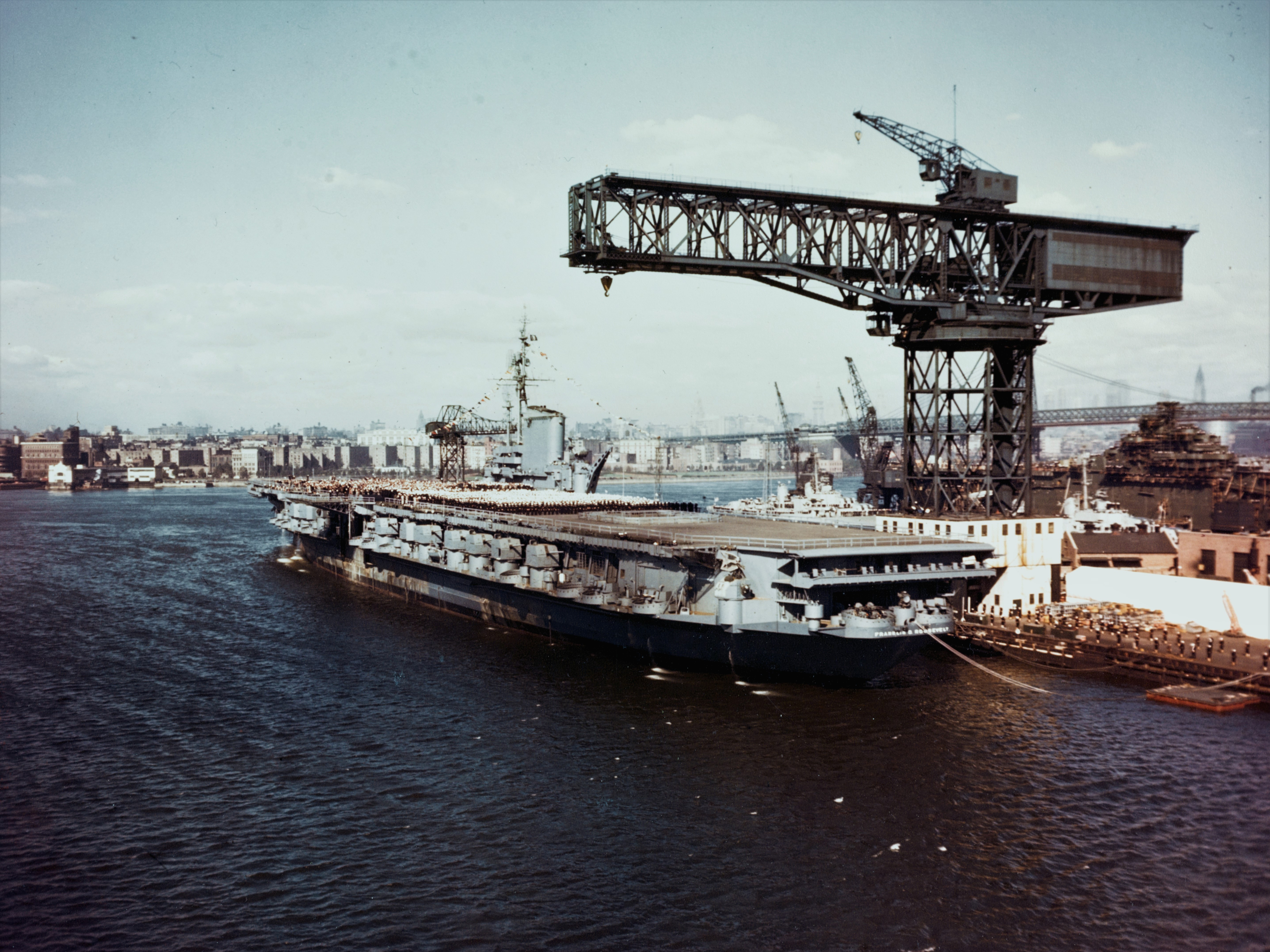
Roosevelt trong buổi lễ đưa vào hoạt động, năm 1945

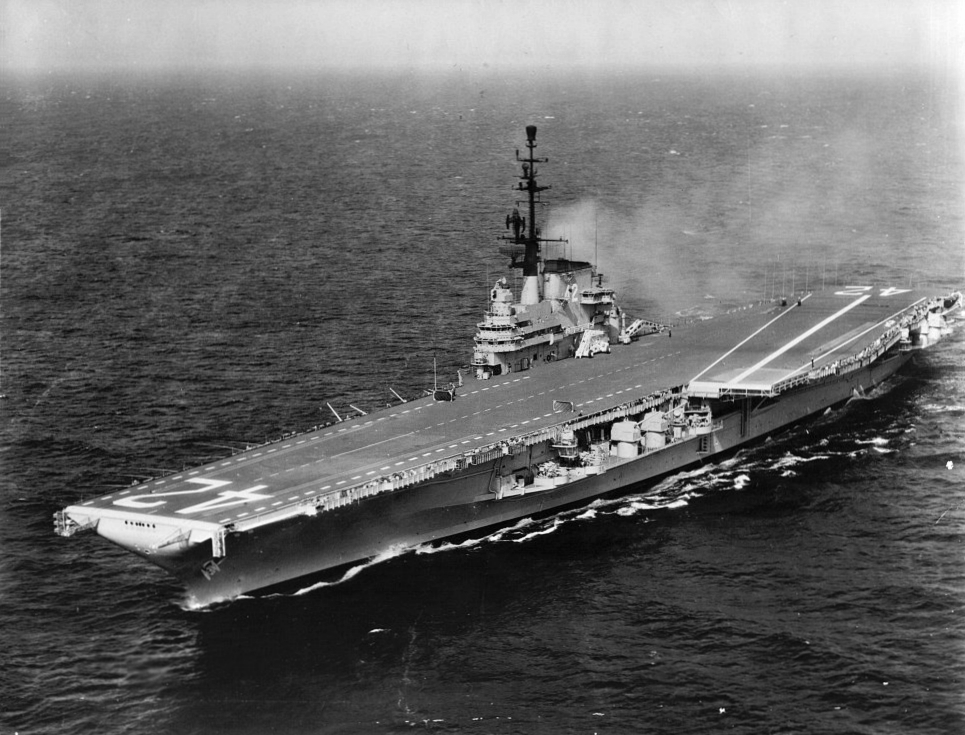
Roosevelt vào năm 1956, sau khi được tái cấu trúc theo chương trình SCB-110

Roosevelt là chiếc đầu tiên trong lớp của nó được tái cấu trúc theo chương trình SCB-110 với chi phí 48 triệu Đô-la Mỹ. Nó được trang bị một "mũi tàu chống bão" kín, ba máy phóng hơi nước gồm một kiểu C-11-2 và hai C-11-1, dây hãm được gia cường, cầu tàu được mở rộng, một hệ thống gương hỗ trợ hạ cánh, và một sàn tàu chéo góc dài 482 ft (147 m). Radar dò độ cao SPS-8 và radar dò tìm không trung SPS-12 được gắn trên một cột ăn-ten mới hình ống. Thang nâng máy bay phía đuôi được tái bố trí sang mép bên mạn phải, thang nâng phía trước được mở rộng, và mọi thang nâng đều được nâng cấp với khả năng tải trọng 75.000 lb (34.000 kg). Trữ lượng xăng máy bay mang theo được tăng từ 350.000 lên 450.000 gallon (1.320.000 lên 1.700.000 L). Trọng lượng choán nước tiêu chuẩn tăng lên 51.000 tấn, trong khi lượng choán nước đầy tải sẽ là 63.400 tấn. Như một biện pháp bù trừ trọng lượng, đai giáp nặng 3.200 tấn cùng nhiều khẩu pháo phòng không 5 inch (127 mm) Mark 16 được tháo dỡ, chỉ để lại 10 khẩu. Những miếng đắp trên lườn tàu được bổ sung nhằm cân bằng trọng lượng tăng thêm. Roosevelt hoạt động trở lại vào ngày 6 tháng 4 năm 1956.
Sau khi chạy thử máy, Roosevelt chuyển đến cảng nhà mới tại Mayport, Florida. Vào tháng 2 năm 1957, Roosevelt tiến hành thử nghiệm trong hoàn cảnh thời tiết lạnh các hệ thống máy phóng, máy bay và tên lửa Regulus trong vịnh Maine. Đến tháng 7, nó khởi hành cho chuyến đầu tiên trong số ba lượt bố trí hoạt động liên tiếp cùng Đệ Lục hạm đội. Các hoạt động thường lệ giờ đây bao gầm các cuộc tập trận trong khối NATO, cũng như danh sách các vị khách đặc biệt viếng thăm con tàu hàng năm. Ngày 24 tháng 10 năm 1958, Roosevelt đã hỗ trợ cho tàu vận chuyển cao tốc Kleinsmith (APD-134) trong việc di tản 56 công dân Hoa Kỳ và ba người quốc tịch nước ngoài khỏi Nicara, Cuba, khi cuộc cách mạng tại Cuba lên đến cao trào.
Vào cuối năm 1960, Roosevelt được trang bị hệ thống hỗ trợ hạ cánh FLOLS (Fresnel Lens Optical Landing System) được sản xuất đầu tiên bởi hãng Control Instrument. Nó ghi nhận lượt máy bay hạ cánh thứ 100.000 vào tháng 3 năm 1961. Trong một đợt đại tu năm 1963, thêm sáu khẩu pháo 5 inch (127 mm) và toàn bộ 22 khẩu 3 inch (76 mm) còn lại được tháo dỡ. Đang khi hoạt động tại phía Đông Địa Trung Hải vào mùa Thu năm 1964, Roosevelt bị mất một cánh của một chân vịt nặng 20 tấn của nó. Nó tiếp tục đi đến Naples, Ý để quay về New York với trục chân vịt số 1 bị khóa lại. Sau khi được thay chân vịt tại Bayonne, New Jersey, Roosevelt quay trở lại Địa Trung Hải để hoàn tất chuyến đi.
Từ tháng 8 năm 1966 đến tháng 1 năm 1967, Roosevelt trải qua đợt bố trí hoạt động duy nhất tại Đông Nam Á. Nó có tổng cộng 95 ngày trực chiến khi lực lượng không quân phối thuộc, Liên đội CVW-1, chủ yếu bao gồm các kiểu máy bay tiêm kích F-4 Phantom II và máy bay cường kích A-4 Skyhawk, đánh phá các mục tiêu đối phương. Roosevelt được tặng thưởng một Ngôi sao Chiến đấu do thành tích phục vụ tại Việt Nam. Vào tháng 1 năm 1968, diễn viên Italy Virna Lisi được thủy thủ đoàn của Roosevelt mời tham gia lễ hội kỷ niệm sinh nhật lần thứ hai mươi hai của con tàu. Cô đã giúp vào việc chuẩn bị 5.000 phần bít-tết trên một bếp lộ thiên trên sàn đáp.

### Hiện đại hóa đơn giản

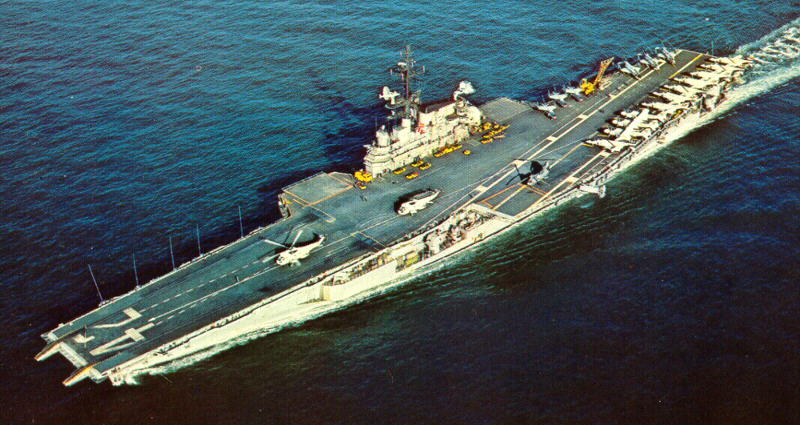
Roosevelt sau khi được hiện đại hóa

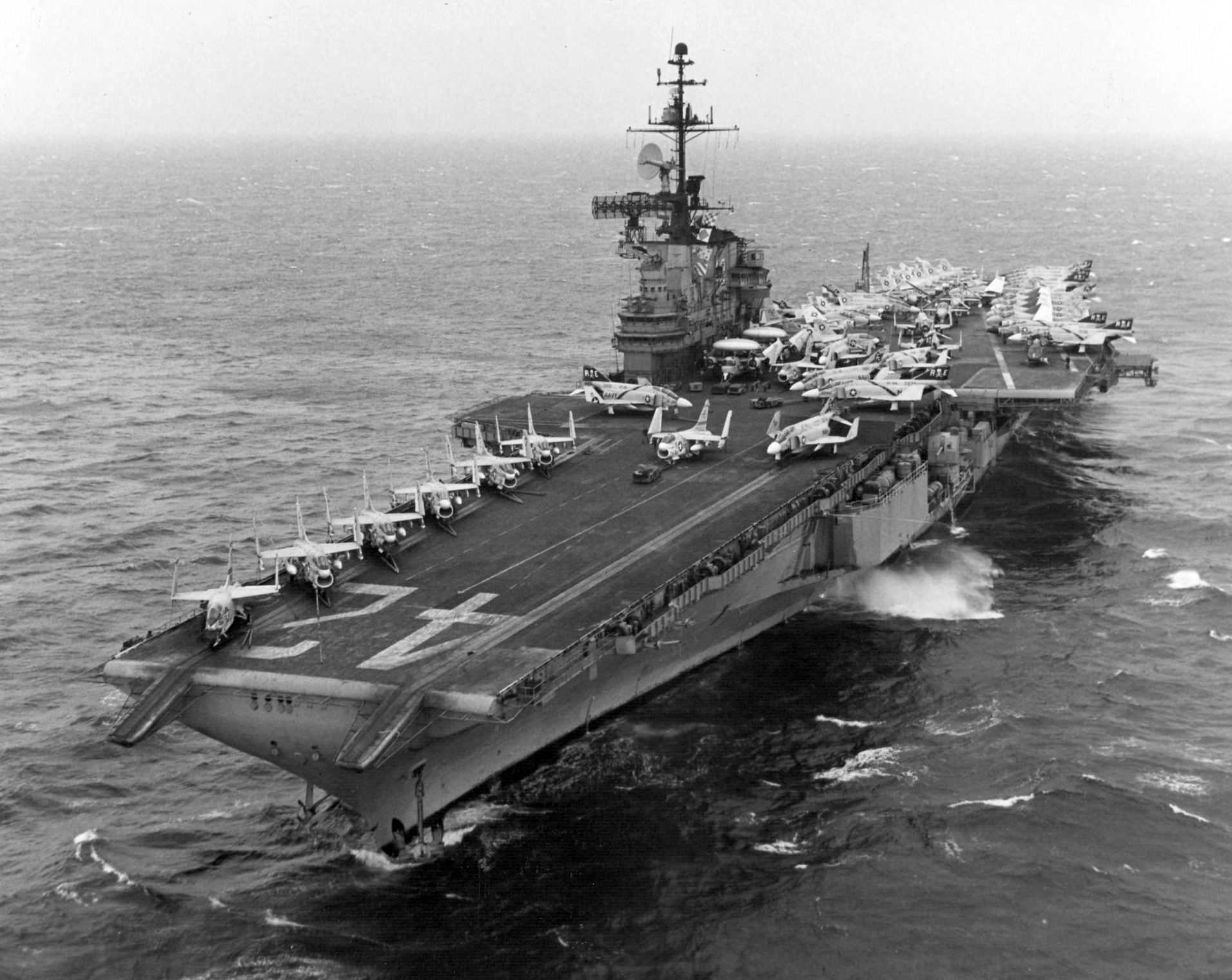
Roosevelt vào năm 1971

Thoạt tiên Roosevelt có kế hoạch được hiện đại hóa rộng rãi theo chương trình SCB 101.68 tương tự như với chiếc Midway chị em đã thực hiện từ năm 1966 đến năm 1970. Kế hoạch này bị hủy bỏ cho chi phí quá tốn kém trong việc tái cấu trúc Midway, mà cuối cùng lên đến 202 triệu Đô-la Mỹ. Vì vậy Roosevelt chỉ được tái trang bị đơn giản với chi phí 46 triệu Đô-la, cho phép nó hoạt động cùng các kiểu máy bay Grumman A-6 Intruder và A-7 Corsair II.
Vào tháng 7 năm 1968, Roosevelt đi vào Xưởng hải quân Norfolk cho chương trình hiện đại hóa kéo dài 11 tháng. Thang nâng ở trục giữa phía trước được tái bố trí sang mép mạn phải trước đảo kiến trúc thượng tầng, máy phóng giữa bên mạn trái được tháo dỡ, chỗ nghỉ dành cho thủy thủ được tân trang, và hai trong số bốn tháp súng phòng không 5 inch (127 mm) được tháo dỡ. Roosevelt còn được trang bị Light Water, một hệ thống vòi phun cứu hỏa sàn tàu sử dụng hóa chất mới tương thích với nước biển. Nó lại ra khơi vào ngày 26 tháng 5 năm 1969. Đến tháng 1 năm 1970, nó đi đến Địa Trung Hải cho một lượt bố trí khác cùng Đệ Lục hạm đội.
Lượt phục vụ thứ 26 của Roosevelt cùng Đệ Lục hạm đội được đánh dấu bởi việc tham gia một cách gián tiếp vào cuộc chiến tranh Yom Kippur diễn ra vào tháng 10 năm 1973, khi nó phục vụ như một "sân bay trung chuyển" cho số máy bay được gửi cho Israel. Nhóm chiến đấu của chiếc tàu sân bay, Đội đặc nhiệm 60.2, cũng sẵn sàng cho tình huống cần phải di tản bất ngờ.
Từ năm 1973 đến năm 1975, Liên đội VAW-121 hoạt động trên Roosevelt như một trong những phi đội Grumman E-1 Tracer cuối cùng của hạm đội. Roosevelt được xếp lại lớp như một tàu sân bay đa dụng với ký hiệu lườn mới CV-42 vào ngày 30 tháng 6 năm 1975, nhưng nó chưa bao giờ hoạt động cùng với máy bay chống tàu ngầm. Từ tháng 6 năm 1976 đến tháng 4 năm 1977, Roosevelt nhận lên tàu Liên đội VMA-231 với 14 chiếc máy bay phản lực AV-8A Harrier. Sự bố trí này chứng minh máy bay VTOL (cất và hạ cánh thẳng đứng) có thể tích hợp thành công vào các không đoàn máy bay cánh cố định.
Ngày 12 tháng 1 năm 1977, Roosevelt va chạm với chiếc tàu hàng chở ngũ cốc Liberia Oceanus trong khi đi qua eo biển Messina. Cả hai chiếc đều có khả năng đi đến cảng bằng động lực của chính mình.

### Ngừng hoạt động và tháo dỡ

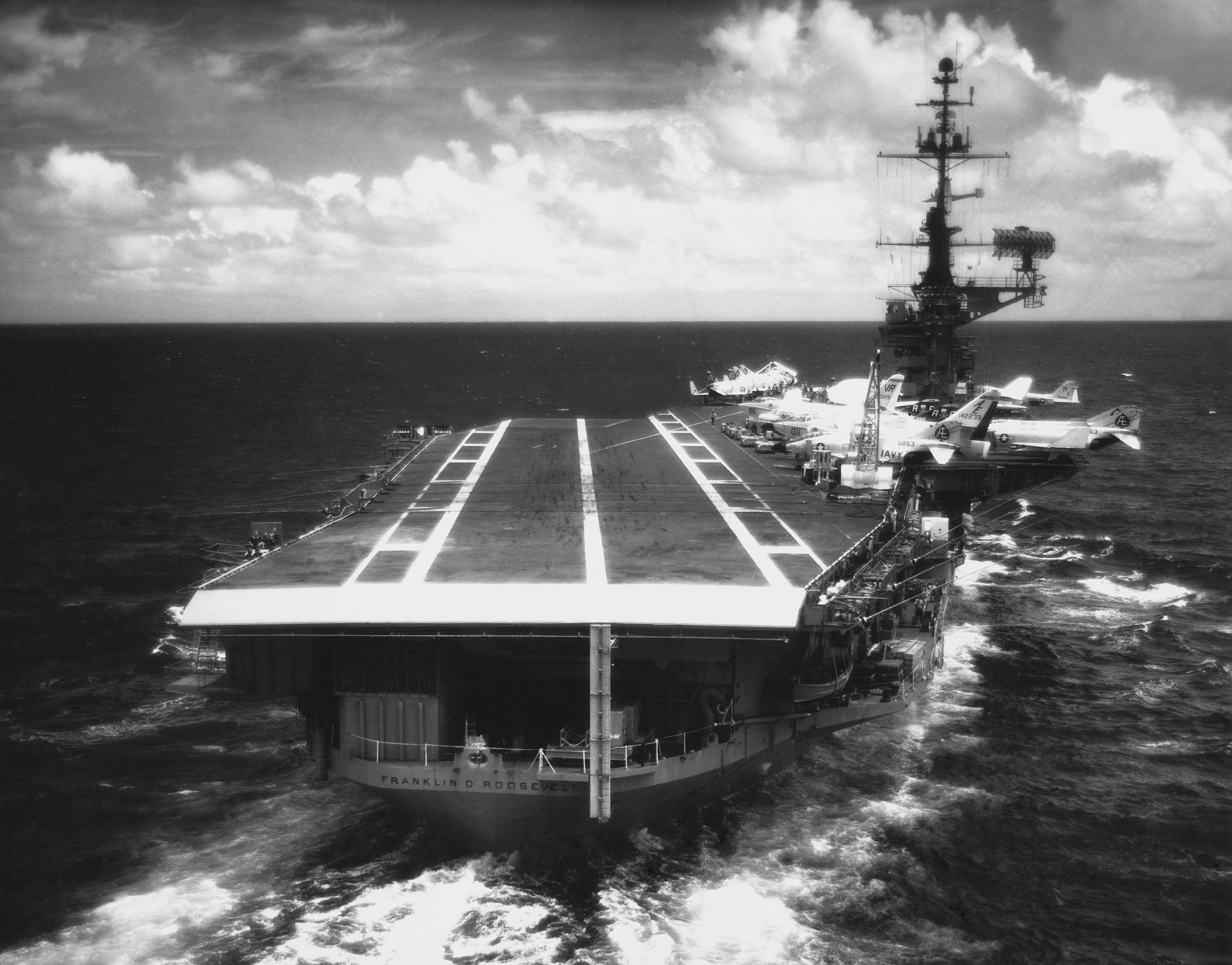
Roosevelt vào cuối những năm 1970

Vào cuối những năm 1970, Roosevelt ở vào tình trạng vật chất kém cỏi. Không có được những nâng cấp và hiện đại hóa mà những chiếc Midway và Coral Sea cùng lớp được thực hiện, Roosevelt là chiếc ít hiện đại nhất và kém khả năng nhất trong lớp. Hơn nữa, nó sử dụng turbine General Electric, nên gặp phải những vấn đề cố hữu và tốc độ bị giảm so với những chiếc khác sử dụng turbine Westinghouse. Do đó Hải quân chọn cho Roosevelt ngừng hoạt động khi chiếc thứ hai của lớp tàu sân bay Nimitz, Dwight D. Eisenhower, đi vào hoạt động vào năm 1977. Roosevelt hoàn tất chuyế đi cuối cùng vào tháng 4 năm 1977. Nó được xuất biên chế vào ngày 30 tháng 9 năm 1977 và được rút khỏi Đăng bạ Hải quân một ngày sau đó. Những cố gắng nhằm bảo tồn Roosevelt như một tàu bảo tàng tại thành phố New York đã thất bại.
Tình trạng chung rất tệ hại của Roosevelt khiến nó không phù hợp để được giữ lại trong Hạm đội Dự bị Hải quân Hoa Kỳ. Hơn nữa, chiều cao hầm chứa máy bay chỉ có 5,33 m (17 ft 6 in) làm giới hạn số kiểu máy bay mà nó có thể mang được; những tàu sân bay lớp Essex còn lại có thể sử dụng cùng các loại máy bay đó với chi phí thấp hơn. Một số đô đốc hải quân còn lo ngại rằng nếu Roosevelt được giữ lại, Nội các chính phủ Jimmy Carter sẽ dùng khả năng tái kích hoạt nó như là lý do để hủy bỏ kế hoạch đóng các tàu sân bay lớp Nimitz trong tương lai.
Ngày 1 tháng 4 năm 1978, Roosevelt được bán cho công ty River Terminal Development với giá 2,1 triệu Đô-la. Sau khi tháo dỡ các thiết bị còn sử dụng được tại Xưởng hải quân Norfolk, con tàu được kéo đến Kearny, New Jersey. Nó đến nơi vào ngày 3 tháng 5 năm 1978 và công việc tháo dỡ được bắt đầu từ năm 1980.

## Phần thưởng
Roosevelt được tặng thưởng một Ngôi sao Chiến trận do thành tích phục vụ trong Chiến tranh Việt Nam.
|             |  |             |
|             |  | Bronze star |
| Bronze star |  |             |

| Đơn vị Tuyên dương Anh dũng                            | Huân chương Viễn chinh Hải quân                   | Huân chương Chiến dịch Hoa Kỳ                                   |
| Huân chương Chiến thắng Thế Chiến II                   | Huân chương Phục vụ Chiếm đóng Hải quân           | Huân chương Phục vụ Phòng vệ Quốc gia với 1 Ngôi sao Chiến trận |
| Huân chương Phục vụ Việt Nam với 1 Ngôi sao Chiến trận | Huân chương Anh Dũng Bội Tinh (Việt Nam Cộng Hòa) | Huân chương Chiến dịch Bội Tinh (Việt Nam Cộng Hòa)             |